# 羽民

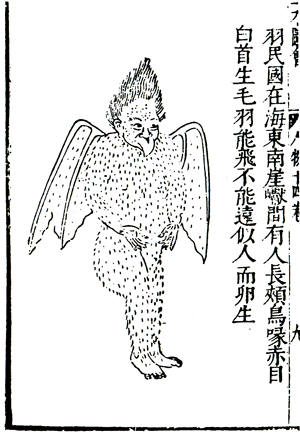
王圻『三才図会』より「羽民国」

羽民（うみん）、羽民人は中国に伝わる伝説上の人種である。「イュイミン」「はみん」とも呼ばれる。古代中国では南方の「南山」の東南に位置する国に棲んでいたとされる。

## 概説
古代中国の地理書『山海経』の海外南経・大荒南経によると、羽民国は結匈国の東南にあり、羽民人は人間の姿をしているが、体に羽毛が生えているという。
類書である王圻『三才図会』では、羽民国は険しい山の中にあるとされ、鳥のくちばし、赤い眼、羽毛が生えているとしている。飛行が可能だが長距離を飛ぶことは出来ない。また、卵から羽民人たちは生まれるとも記している。日本の『和漢三才図会』や奈良絵本『異国物語』などではこの解説が使われている。
羽民国には鳳凰の仲間である鸞鶏（らんちょう）たちが多く棲息しており、羽民人たちはその卵を主食にしているという。

## 卵民
『山海経』の大荒南経によると、羽民国のとなりには卵民（らんみん）国という国もあり、そこの人々も卵から生まれるとされている。

## 羽民人の登場する作品
『鏡花縁』
羽民国が旅の途中に舞台として登場する。羽民人たちは頭が長いともされており、それは人からおだてられるにともなってどんどん長くなっていったと設定されている。
葛飾北斎『北斎漫画』
第3編（1815年）に描かれている。
歌川国芳 朝比奈諸国廻り図（1829年）
朝比奈三郎が出会ったとされるさまざまな異国人物が描かれている錦絵。うみん国という表示の下に描かれている。男性の羽民のほか、赤ん坊の羽民をだいた羽民の女性も描かれている。
河鍋暁斎『朝比奈三郎絵巻』（1868年頃）
暁斎による絵巻物作品。朝比奈が訪れる異国のひとつとして登場している。また地獄からさまざまな異国へ朝比奈を運ぶ役としても活躍している。